# Bank Światowy
Bank Światowy (ang. World Bank) – instytucja finansowa, która rozpoczęła działalność jako efekt postanowień konferencji w Bretton Woods z lipca 1944, podobnie jak Międzynarodowy Fundusz Walutowy. Główną przesłanką dla jego stworzenia była chęć odbudowy zniszczonych II wojną światową krajów Europy i Japonii. Istotnym celem statutowym było wsparcie dla rozwijających się krajów Azji, Ameryki Łacińskiej i Afryki. Instytucja zrzesza 189 krajów członkowskich a jej siedzibą jest Waszyngton.
Termin Bank Światowy odnosi się do dwóch z pięciu wyspecjalizowanych agencji ONZ, działających razem w Grupie Banku Światowego:
- Międzynarodowego Banku Odbudowy i Rozwoju (ang. The International Bank for Reconstruction and Development)
- Międzynarodowego Stowarzyszenia Rozwoju (ang. The International Development Association).

Powszechnie używa się tego terminu na określenie jedynie banku. Pozostałe trzy agencje działające w ramach Grupy Banku Światowego to:
- Międzynarodowa Korporacja Finansowa
- Międzynarodowe Centrum Rozstrzygania Sporów Inwestycyjnych
- Agencja Wielostronnych Gwarancji Inwestycji.

Bank Światowy wspiera rozwój gospodarczy w biedniejszych państwach świata poprzez doradztwo i długoterminowe pożyczki. Nie jest bankiem w ścisłym tego słowa znaczeniu. Zapewnia długoterminowe pożyczki o preferencyjnym oprocentowaniu dla najbardziej potrzebujących krajów członkowskich oraz przedsiębiorstw publicznych (po otrzymaniu gwarancji rządowych), dotacje, pomoc techniczną – wszystko do celów walki z ubóstwem i finansowania rozwoju takich dziedzin życia społecznego jak ochrona zdrowia, edukacja, ochrona środowiska, czy też rozbudowa infrastruktury. W zamian za to wymaga jednak pewnych działań politycznych, takich jak walka z korupcją, rozwój demokracji, czy też najważniejszego – rozwoju sektora prywatnego.
Fundusze na udzielanie kredytów państwom słabiej rozwiniętym pochodzą ze składek państw członkowskich, spłaty przez państwa wcześniejszych długów oraz dzięki emisji obligacji na światowych rynkach kapitałowych.

## Prezesi Banku Światowego
Prezesami Banku Światowego byli zawsze obywatele USA.
1. Eugene Meyer (czerwiec 1946–grudzień 1946)
2. John J. McCloy(inne języki) (marzec 1947–czerwiec 1949)
3. Eugene R. Black(inne języki) (1949–1963)
4. George D. Woods(inne języki) (styczeń 1963–marzec 1968)
5. Robert McNamara (kwiecień 1968–czerwiec 1981)
6. Alden W. Clausen(inne języki) (lipiec 1981–czerwiec 1986)
7. Barber Conable(inne języki) (lipiec 1986–sierpień 1991)
8. Lewis Thompson Preston(inne języki) (wrzesień 1991–maj 1995)
9. James Wolfensohn(inne języki) (1 lipca 1995 – 30 czerwca 2005)
10. Paul Wolfowitz (1 czerwca 2005 – 30 czerwca 2007)
11. Robert Zoellick (1 lipca 2007–czerwca 2012)
12. Jim Yong Kim (1 lipca 2012 – 31 stycznia 2019)
13. David Malpass (9 kwietnia 2019 – 1 czerwca 2023)[3][4]
14. Ajay Banga(inne języki) (od 2 czerwca 2023)[5]

## Kredyty Banku Światowego dla Polski

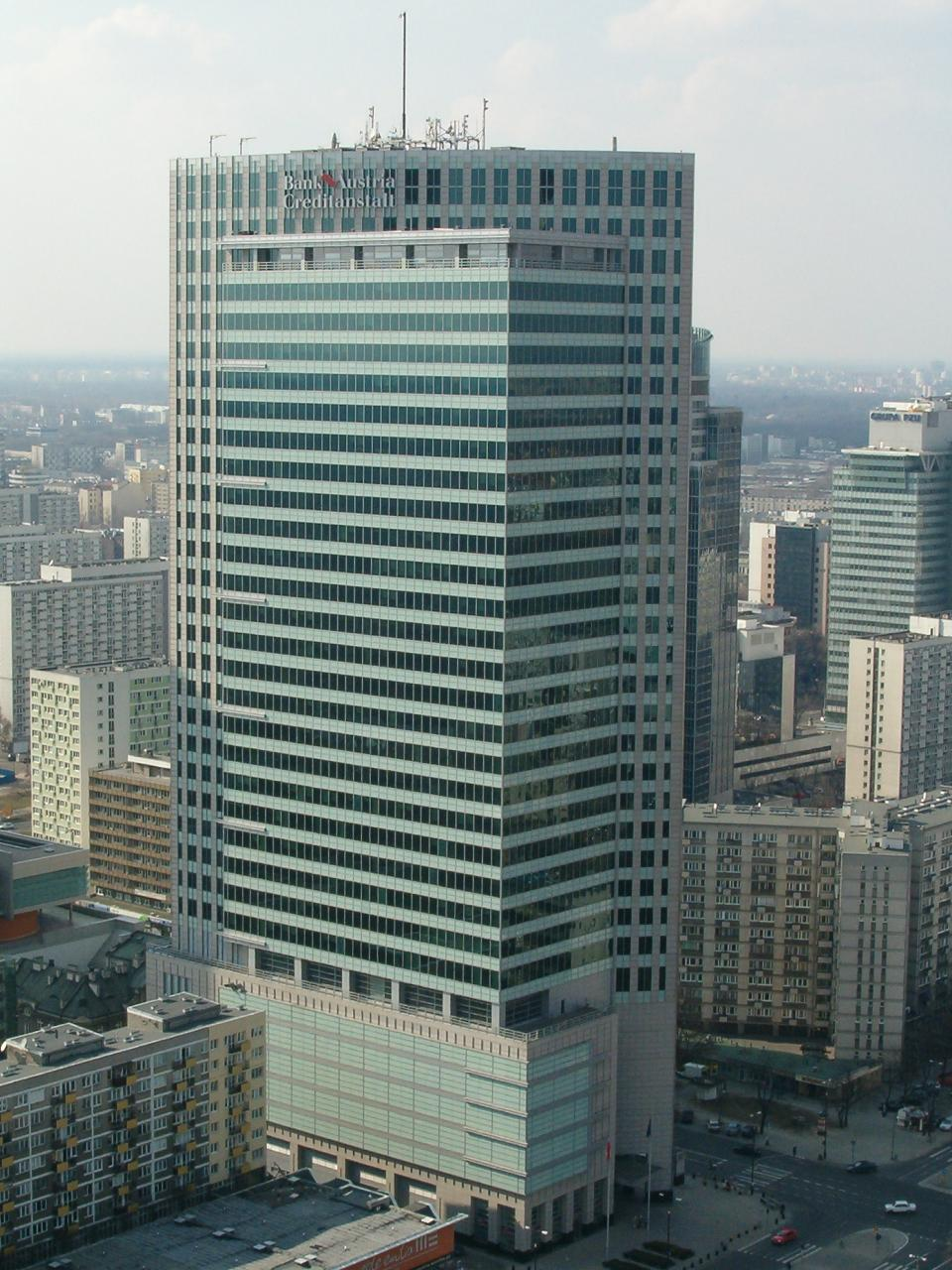
Warszawskie Centrum Finansowe, siedziba banku w Polsce (2006)

Skalę kredytów, jakie zostały skierowane do Polski z Banku Światowego w latach 90. XX w., przedstawia następująca tabela:
| Projekt                                                 | Rok  | Kwota (mln USD) |
| ------------------------------------------------------- | ---- | --------------- |
| Projekty zakończone                                     |      |                 |
| Pożyczka Dostosowania Strukturalnego                    | 1990 | 300             |
| Eksport Agroprzemysłowy                                 | 1990 | 100             |
| Rozwój Zasobów energetycznych                           | 1990 | 250             |
| Rozwój Eksportu Przemysłowego                           | 1990 | 260             |
| Transport 1                                             | 1990 | 153             |
| Pomoc techniczna w Zakresie Środowiska Naturalnego      | 1990 | 18              |
| Telekomunikacja 1                                       | 1991 | 120             |
| Rozwój Rolnictwa                                        | 1991 | 100             |
| Rozwój Instytucji Finansowych                           | 1991 | 200             |
| Rozwój Przedsiębiorstw Prywatnych                       | 1992 | 50              |
| Dostosowanie Przedsiębiorstw i Instytucji Finansowych   | 1993 | 450             |
| Dostosowanie Sektora Rolnego                            | 1993 | 300             |
| Rozwój Lasów                                            | 1993 | 146             |
| Redukcja Długu i Obsługi Długu                          | 1994 | 170             |
| Projekty realizowane (stan na rok 2001)                 |      |                 |
| Usługi i Promocja w Zakresie Zatrudnienia               | 1991 | 100             |
| Restrukturyzacja i Prywatyzacja                         | 1991 | 280             |
| Restrukturyzacja Ciepłownictwa                          | 1991 | 340             |
| Rozwój Służby Zdrowia                                   | 1992 | 130             |
| Rozwój Mieszkalnictwa                                   | 1992 | 200             |
| Modernizacja Dróg 1                                     | 1993 | 150             |
| Ciepłownictwo w Katowicach                              | 1994 | 45              |
| Przesył Energii Elektrycznej                            | 1995 | 160             |
| Wodociągi i Kanalizacja w Bielsku-Białej                | 1996 | 21,5            |
| Zarządzanie Portami i Dostęp do portów                  | 1996 | 67              |
| Finansowanie Gmin                                       | 1997 | 22              |
| Modernizacja Dróg II                                    | 1997 | 300             |
| Projekt Likwidacji Skutków Powodzi                      | 1997 | 200             |
| Hurtowe Centrum Spożywcze w Gdańsku                     | 1998 | 15,9            |
| Lubelska Giełda Rolno-Ogrodnicza                        | 1998 | 11,1            |
| Dostosowanie Górnictwa Węgla Kamiennego                 | 1999 | 300             |
| Zobowiązania ogółem                                     |      | 4969,5          |
| Pożyczki ogółem netto (pomniejszone o koszty anulowane) |      | 3997,4          |